# Ghetoul Cracovia
Ghetoul evreiesc din Cracovia a fost unul dintre principalele ghetouri înființate de Germania Nazistă în teritoriul administrat de Guvernământul General al Poloniei ocupate în timpul celui de al Doilea Război Mondial. El era un prim punct unde erau separați cei „capabili de muncă” de cei ce aveau să fie exterminați. Înainte de război, Cracovia era un centru cultural de referință pentru cei 60.000-80.000 de evrei care locuiau acolo.

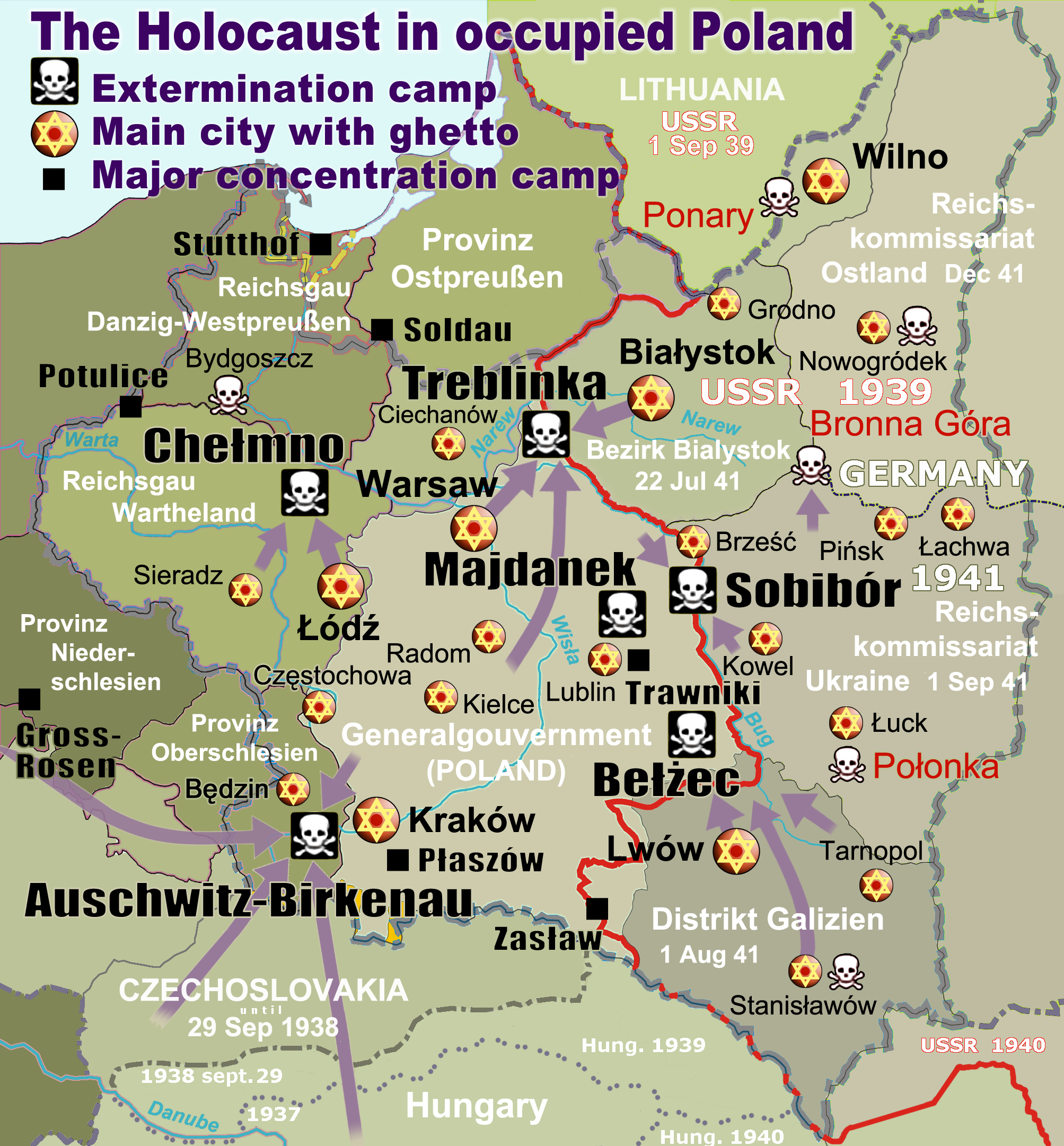
Ghetouri din Polonia ocupată (marcate cu stele galben-roşii)

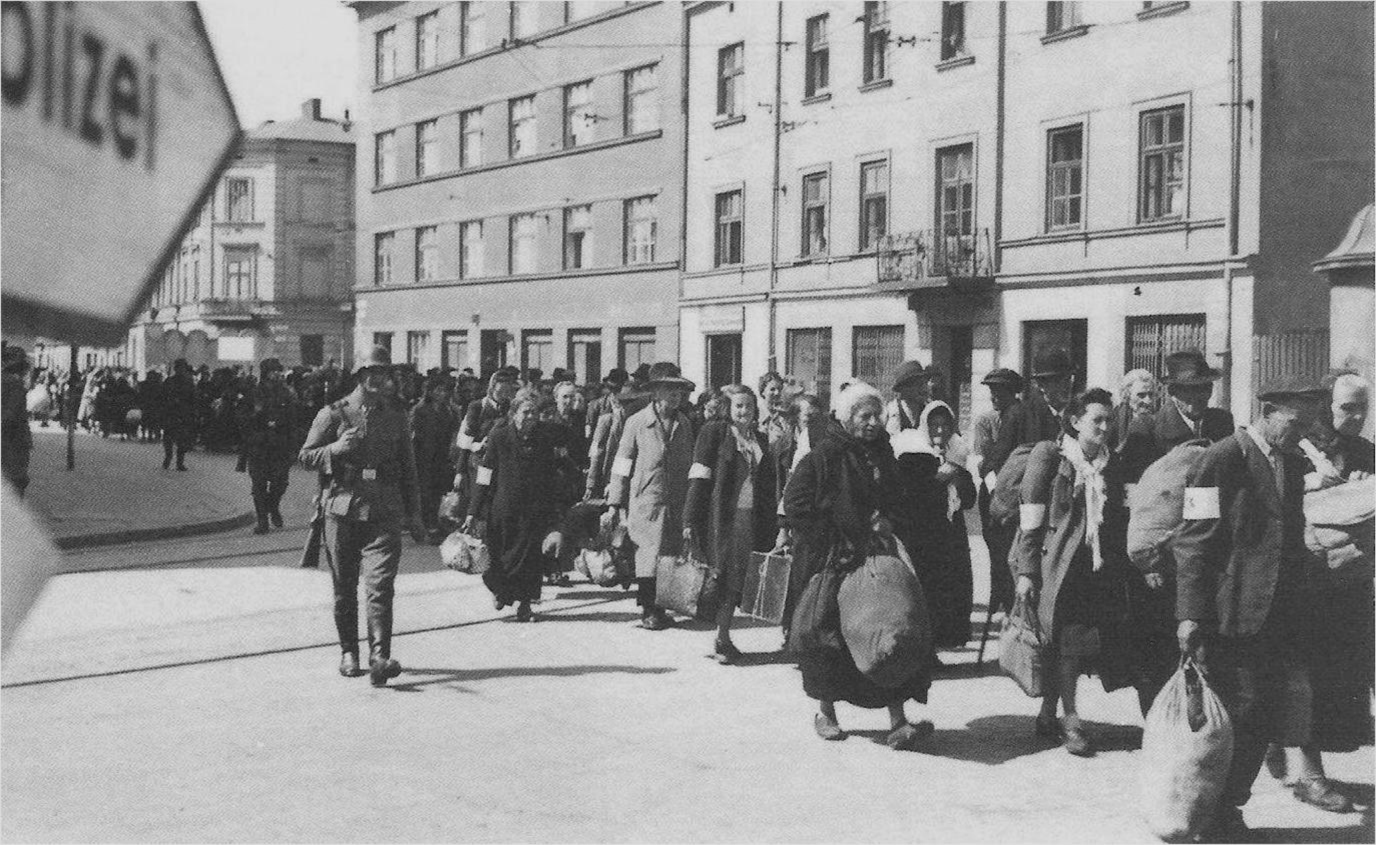
Deportarea evreilor din ghetoul Cracovia, martie 1943

## Istoria
Persecuția populației evreiești din Cracovia a început la scurt timp după ocuparea orașului de către germani la 1 septembrie 1939  în contextul invaziei Poloniei. Evreii au fost obligați să presteze muncă forțată începând cu acea zi. În noiembrie 1939, toți evreii de cel puțin 12 ani au fost obligați să poarte banderole distinctive la braț. În toată Cracovia, sinagogile au fost închise și obiectele de valoare au fost confiscate de autoritățile naziste.
Autoritățile de ocupație au anunțat că, până în mai 1940, Cracovia va deveni cel mai „curat” oraș din Guvernământul General (zona din Polonia ce a fost ocupată, dar nu și anexată de Germania). S-au ordonat deportări masive de evrei. Dintre cei peste 68.000 de evrei rezidenți în Cracovia la momentul invaziei naziste, doar 15.000 de muncitori și membri ai familiilor lor au fost lăsați să rămână. Toți ceilalți evrei au fost deportați în zonele rurale din jur.
Ghetoul Cracovia a fost oficial înființat la 3 martie 1941 în cartierul Podgórze, și nu în cartierul evreiesc Kazimierz. Familiile poloneze mutate din Podgórze au fost reamplasate în fostele așezări evreiești din afara ghetoului. Între timp, 15.000 de evrei au fost înghesuiți într-o zonă locuită anterior de 3.000 de oameni care locuiau într-un cartier cu 30 de străzi, 320 de clădiri rezidențiale, și 3.167 de încăperi. Ca urmare, fiecare apartament era alocat la patru familii, iar cei mai nefericiți trebuia să locuiască pe străzi. 
Ghetoul a fost înconjurat de ziduri care l-au separat de restul orașului. Toate ferestrele și ușile care dădeau spre partea ariană au fost zidite. Doar patru intrări păzite permiteau traficul către el. Unele secțiuni ale zidului încă mai stau în picioare.
Tinerii din mișcarea sionistă Akiva, care publicaseră ziarul underground HeHaluc HaLohem (Pionierul luptător), s-au alăturat altor sioniști și au înființat o ramură locală a Organizației Luptătoare Evreiești (ŻOB, în poloneză Żydowska Organizacja Bojowa), și au organizat rezistența în ghetou, cu susținerea rezistenței poloneze, Armia Krajowa. Printre activitățile de rezistență organizate de grupare s-a numărat atacul cu bombă de la cafeneaua Cyganeria, loc de întâlnire al ofițerilor naziști. Spre deosebire de Varșovia, eforturile de aici nu au dus la o revoltă înainte de lichidarea ghetoului.

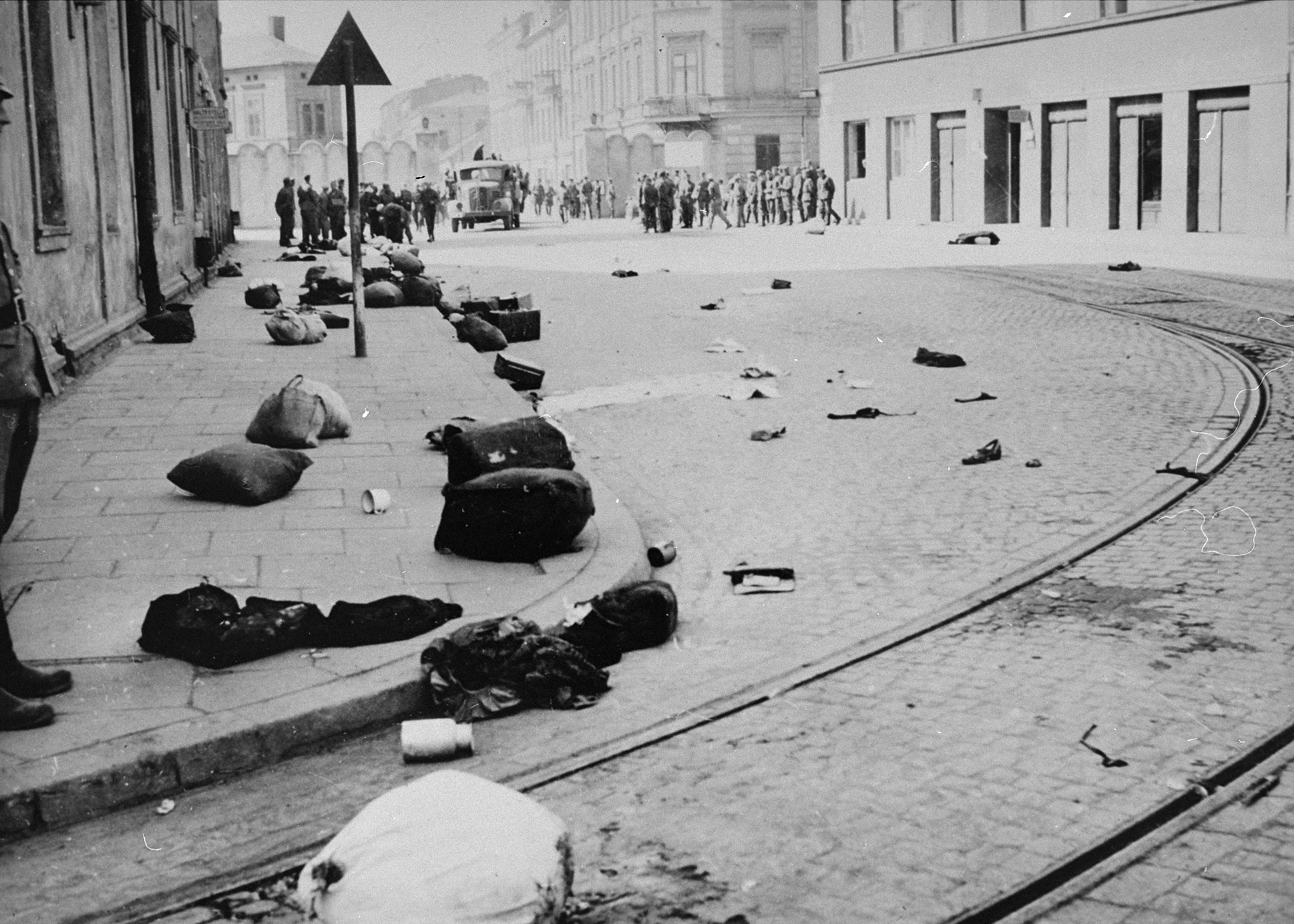
Bagaje abandonate de evreii deportaţi din ghetoul Cracovia, martie 1943

Începând cu 30 mai 1942 naziștii au efectuat deportări sistematice din ghetou spre lagărele de concentrare din jur. Mii de evrei au fost transportați în lunile următoare ca parte a operațiunii Aktion Krakau condusă de SS-Oberführer Julian Scherner. Evreii erau adunați în piața Zgody, după care erau escortați la gara din Prokocim. Primul transport a constat din 7.000 de persoane, al doilea de alte 4.000, care au fost duse la lagărul de exterminare Belzec la 5 iunie 1942. În zilele de 13–14 martie 1943, s-a efectuat lichidarea finală a ghetoului sub comanda SS-Untersturmführerului Amon Göth. Opt mii de evrei considerați apți de muncă au fost transportați la lagărul Płaszów. Cei considerați inapți de muncă – circa 2.000 de evrei – au fost uciși pe străzile ghetoului în acele zile. Toți cei rămași au fost trimiși la Auschwitz.

## Personalități

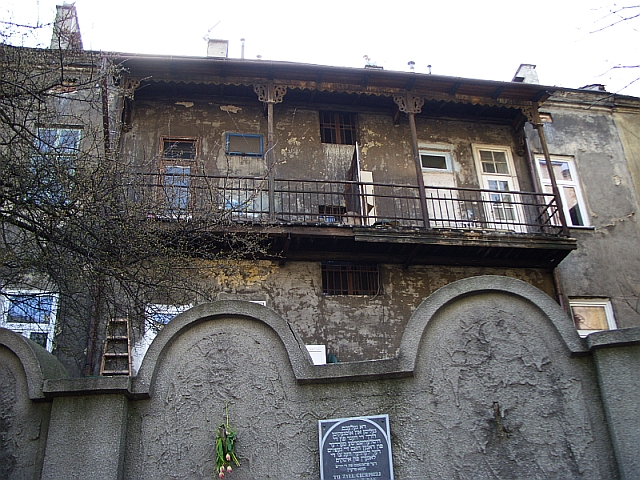
Una dintre cele două părţi rămase din zidul ghetoului; în spatele lui, o casă tipică din ghetou.

Regizorul Roman Polanski, supraviețuitor al ghetoului, și-a evocat experiența din copilărie în romanul memorialistic Roman. Polański își amintește că primele luni au părut normale, deși liniștea era punctată de momente de teamă. Locuitorii orașului cinau afară, ascultau muzica orchestrelor din oraș, iar copiii, cum era Polański, se jucau în zăpadă.
Roma Ligocka, artistă și scriitoare poloneză, verișoară a lui Roman Polański, și ea supraviețuitoare a ghetoului în copilărie, a scris un roman pe baza experienței sale, intitulat Fetița cu haina roșie: memorii. S-a crezut că ea este cea care apare în filmul Lista lui Schindler. Scena a fost, însă, construită pe baza amintirilor lui Zelig Burkhut, supraviețuitor al lagărului de la Płaszów. Când a fost intervievat de Spielberg înainte de realizarea filmului, Burkhut a povestit despre o fetiță în vârstă de cel mult patru ani, îmbrăcată într-o haină roz, împușcată de un ofițer nazist chiar în fața lui.
Singura farmacie din ghetoul Cracovia îi aparținea lui Tadeusz Pankiewicz, un farmacist polonez lăsat de autoritățile naziste, la cererea lui, să-și continue activitatea la „Farmacia Sub Vultur”. Faptele lui eroice prin care a salvat evrei din ghetou i-au adus titlul de drept între popoare acordat de Yad Vashem. Pankiewicz a publicat o carte despre perioada sa în ghetou, intitulată Farmacia ghetoului Cracovia (ISBN 0896041158).
Oskar Schindler, un om de afaceri german, a sosit la Cracovia din cauza forței de muncă disponibile în ghetou. El și-a ales de acolo angajații care să lucreze în fabrica sa de vase emailate. În 1942 Schindler a văzut cum locuitorii ghetoului  erau adunați cu brutalitate pentru a fi transportați la Płaszów, și de atunci a depus eforturi pentru a-i salva pe evreii de acolo, evenimente ilustrate în filmul Lista lui Schindler de Steven Spielberg.
Mordechai Gebirtig a fost unul dintre cei mai influenți și mai populari scriitori de cântece și poezii idiș. El a murit acolo în 1942. Scriitorul israelian Miriam Akavia a supraviețuit ghetoului Cracovia și lagărelor de concentrare. Dr. Jacob (Jim) Baral, renumitul dermatolog care a contribuit la descoperirea sindromului Reyes, este și el un supraviețuitor al ghetoului Cracovia.